# Fisting

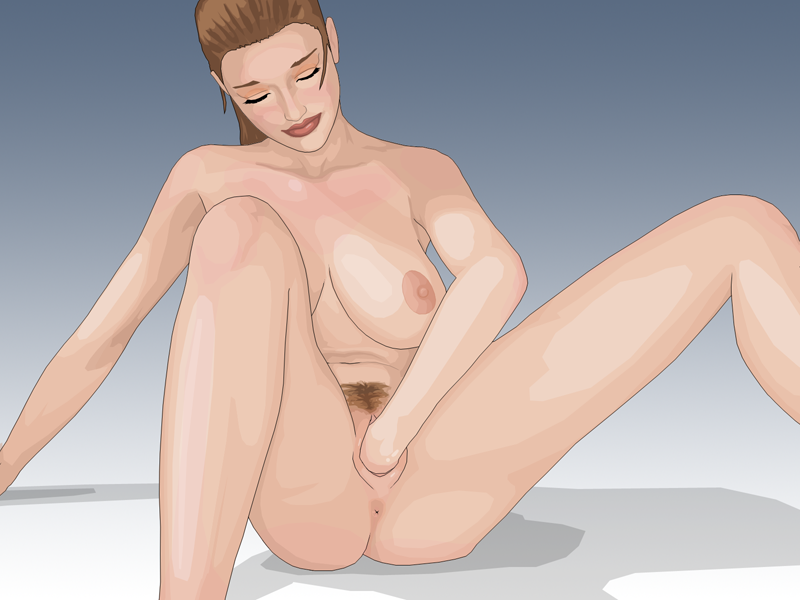
Kvinna som fistar sig själv.

Fisting (efter engelskans fist, 'knytnäve') är en sexuell aktivitet där man för in en hand i slidan. Det kan ske för att öka njutningen hos någon, eller för att dominera. Fisting kan även ske analt (anal fisting), medan en liknande användning av en fot eller delar av en fot ibland benämns footing.
Detta är en intensiv sexuell aktivitet som måste förberedas och som fel utförd kan innebära fysiska risker. En mindre "invasiv" penetration, med endast eller flera fingrar, kan ingå i petting (fingerpullande).

## Utförande
Fisting är en intensiv aktivitet som förutsätter tålamod, ömhet och kommunikation, och fistaren och den fistade måste kunna lita på varandra. Den kan rätt utförd öka kontakten mellan de två personerna under samlaget. För att minska risken för skador får inte fistarens naglar vara långa eller ovårdade. Alternativt kan man placera bomullstussar under naglarna och därefter trä på en tunn handske över handen. Särskilda fisting-handskar kan antingen vara korta eller långa, med fingrar eller fingerlösa.
I regel används rikligt med glidmedel när man utövar fisting. Slidan eller analöppningen behöver töjas ut, och glidmedlet minskar risken för skador. Handen behöver vara utsträckt, så penetrationen inleds med att enstaka fingrar tränger in i kroppsöppningen. Formen är därmed mer lik en anknäbb än en knuten hand. Målet med fisting är i regel att uppnå större njutning, och det konkreta syftet kan vara att bättre kunna stimulera G- eller A-punkten. Ibland uppnås ännu större njutning genom att försiktigt knyta handen, när denna väl trängt in i slidan. Avslutningen av fistingen behöver ske långsamt, för att undvika risk för skador.

## Funktion och användning
Även utövaren av fisting kan stimuleras sexuellt, bland annat genom en känsla av sexuell dominans eller den mer intima och intensiva närhetskänslan med sin partners njutning. Njutningen hos den fistade kan även komma från känslan av att vara dominerad, om man har sexuell undergivenhet som kink.
En del kvinnor har lättare att få orgasm genom fisting, och orgasmen kan vara mer intensiv. Personer som har lätt för att få orgasm genom vaginal penetration eller stimulans av G- eller A-punkterna har ofta lätt att få orgasm genom fisting. Tekniken förekommer även bland lesbiska par, och vissa människor kan fista sig själva.
Även fisting i kombination med penetration av penis eller sexleksaker förekommer. Samtidig stimulering av klitoris med en vibrator kan förstärka känslan av njutning. Vissa dildoar tillverkas med utseende som en fistande hand med underarm.
Fisting ingår i handlingen i vissa porrfilmer, bland annat i de flesta av Max Hardcores scener och den svenska filmen Fäbodjäntan. Porrskådespelaren Ashley Blue gjorde sig känd för att kunna föra ned sin eller medspelarens hand i sin hals, på engelska benämnt throat fisting. I porrfilmer visas sällan misslyckade försök till fisting, och inte heller den långa förberedelsefasen. Därför kan det vara riskfyllt att låta sig inspireras av hur fisting utförs inom pornografin.